# Pohlia schisticola
Pohlia schisticola är en bladmossart som beskrevs av Brotherus 1903. Pohlia schisticola ingår i släktet nickmossor, och familjen Bryaceae. Inga underarter finns listade i Catalogue of Life.